# Rushmore
Rushmore är en amerikansk dramakomedifilm från 1998 i regi av Wes Anderson.

## Handling
Max Fischer (Jason Schwartzman) är 15 år och går på den förnäma privatskolan Rushmore Academy. Han är väldigt aktiv i verksamheten kring skolan, bland annat som redaktör på skoltidningen, ordförande i flera föreningar och klubbar och en populär festfixare. Tyvärr är han inte lika framgångsrik i skolarbetet. Max stora inspiration i livet är industrimannen Herman Blume (Bill Murray), men de blir rivaler när båda förälskar sig i lågstadieläraren Rosemary Cross (Olivia Williams). 

## Rollista i urval
- Jason Schwartzman – Max Fischer
- Olivia Williams – Rosemary Cross
- Bill Murray – Herman J Blume
- Seymour Cassel – Bert Fischer
- Luke Wilson – Doktor Peter Flynn
- Connie Nielsen – Mrs. Calloway